# Pholiderpeton
Pholiderpeton es un género extinto de tetrápodo de la familia Eogyrinidae que vivió durante el periodo Carbonífero (Bashkiriense). Pholiderpeton tenía 2 metros de longitud. 
Pholiderpeton es un eogirínido típico muy similar a Eogyrinus, con un cuerpo alragado, cola larga y miembros cortos adaptados para el medio acuático. Se conoce a partir de un esqueleto parcial y desarticulado de la parte anterior del animal (incluye el cráneo y los miembros anteriores). El cráneo tenía 30 cm de largo y pudo medir 3 m. Se han descrito dos especies Pholiderpeton scutigerum por Huxley en 1896 y Pholiderpeton bretonense del Namuriense descrito por Romer en 1958.